# Compitalien

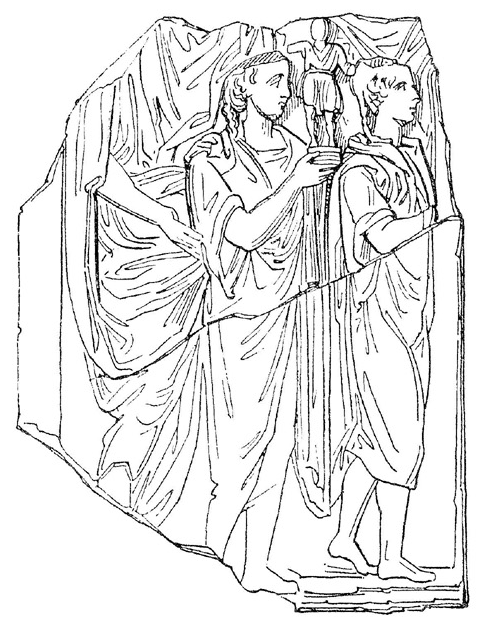
Fragment eines Reliefs einer Compitalien-Prozession

Als Compitum (lateinisch, Plural compita) bezeichnete man in der Antike einen Kreuzweg, also einen Kreuzungspunkt von drei oder mehr Wegen. Am Kreuzweg befand sich ein Larenschrein (lares compitales) mit einer Kultnische für jeden der Anlieger. Dieser Schrein, wie er etwa mit dem compitum Acili in Rom erhalten ist, wurde auch als Compitum bezeichnet.
Die Kultfeiern an diesem Schrein nannte man Compitalien (compitalia). Sie waren ursprünglich ein altes bäuerliches Winterfest, das Ende Dezember/Anfang Januar als Fest der familia mit einer gemeinsamen Mahlzeit und Wein gefeiert wurde.
In der Nacht vor oder nach den Compitalien wurde für jeden Freien Angehörigen der familia eine Wollpuppe und für jeden Sklaven ein Wollknäuel in die Kultnische gehängt. Neben Opfern fanden auch Spiele statt. 
Die Compitalien wurden auch in den Städten gefeiert, und zwar an den Kreuzungspunkten der insulae. 
Vor allem in der urbanen Umgebung entwickelten sich die Compitalien zu einem Fest, das hauptsächlich von Gesinde und Sklaven gefeiert wurde.
Die Spiele bei den Compitalien wurden von den magistri vicorum ausgerichtet, die bei dieser Gelegenheit das Recht hatten, die Toga praetexta zu tragen.
In den Festkomitees, den collegia compitalicia, schlossen sich vor allem Freigelassene und Sklaven zusammen. 68 v. Chr. wurden diese Kollegien als politisch aktive Vereinigungen verboten. Ebenso wurden die Spiele verboten. Es war einer der von Cicero gegen Lucius Piso vorgebrachten Punkte, dass Piso das Abhalten der Spiele wieder erlaubt hatte. Offenbar wurden die Feiern selbst aber weiter abgehalten.
In der Zeit des Bürgerkrieges scheinen die Feiern nicht mehr abgehalten worden zu sein. Im Zuge der Reformen des Augustus wurde auch die Verehrung der lares compitales neu geordnet und zum Teil des kaiserlichen Staatskultus. Mit dessen Durchführung wurden die aus Freigelassenen sich rekrutierenden Augustalen beauftragt. Diese Augustalen sind aber nicht zu verwechseln mit den Sodales Augustales, deren Aufgabe der Kult des vergöttlichten Kaisers war und die aus den höchsten Ständen kamen.
In der Kaiserzeit wurden die ursprünglich eintägigen Compitalien zu einem dreitägigen Fest. Der Termin scheint nicht genau festgelegt gewesen zu sein. Nach Dionysios von Halikarnassos fand es kurz nach den Saturnalien statt, Cicero nennt als Termin die Kalenden des Januar, also den 1. Januar, an anderer Stelle aber den 2. Januar (4 Tage vor den Nonen).